# Mohamed Belmir
Mohamed Belmir (en arabe : محمد بلمير) est un judoka algérien.

## Carrière
Mohamed Belmir remporte la médaille d'or dans la catégorie des moins de 78 kg aux Jeux africains de 1973 à Lagos. 
Aux Championnats du monde de judo 1973 à Lausanne, il est éliminé en seizièmes de finale du tournoi des moins de 70 kg par le Belge Bernard Tambour.